# Вест Лафајет (Индијана)
Вест Лафајет (енгл. West Lafayette) град је у америчкој савезној држави Индијана.

## Демографија
По попису из 2010. године број становника је 29.596, што је 818 (2,8%) становника више него 2000. године.
| Група             | 2000.          | 2010.          |
| Белци             | 23.454 (81,5%) | 22.003 (74,3%) |
| Афроамериканци    | 684 (2,4%)     | 813 (2,7%)     |
| Азијати           | 3.263 (11,3%)  | 5.128 (17,3%)  |
| Хиспаноамериканци | 920 (3,2%)     | 1.051 (3,6%)   |
| Укупно            | 28.778         | 29.596         |